# サイレントハピネス
サイレントハピネス（欧字名:Silent Happiness、1992年4月11日 - 2011年4月8日）は、日本の競走馬、繁殖牝馬。主な勝ち鞍に1995年のサンスポ賞4歳牝馬特別、ローズステークス。
全妹に、阪神3歳牝馬ステークス勝ちのスティンガーがいる。

## 経歴

### 競走馬時代
1994年11月東京競馬場でデビュー。2勝目をあげたあと、クイーンカップに向け調整がなされていたが脚部不安をきたし放牧休養、桜花賞参戦は見送られた。
1995年、休養明け初戦オークスへの出走権を賭け4歳牝馬特別に出走、直線一気に先頭に立つとそのままゴールし重賞初勝利となる。しかし藤沢調教師はレース直後のインタビューでオークスへの出走を明言しなかった。これは放牧明けにもかかわらず前走比10キロ減の馬体重で出走していたことを踏まえた発言であり、最終的に陣営は万全の体勢でレースに臨めないとの判断でオークスを回避（岡部幸雄の項参照）し秋に備えふたたび休養に出される。
10月、復帰戦となるクイーンステークスに1番人気で挑むも、20キロ増という大幅な馬体重増が影響したか直線の追い込みは不発に終わり11着と大敗を喫する。続くローズステークスでは強めの調教により体重も絞れ、プライムステージ、ライデンリーダーら春の実績馬を一蹴し快勝、2度目の重賞戴冠となる。また鞍上の橋本広喜は関西圏での初の重賞勝ちを記録した。
しかし本番エリザベス女王杯では追い込みには不向きなスロー展開となり脚を余したまま7着に敗れ人馬共々のGI初制覇は幻に終わる。なお同馬はこのレースに於いて発走枠入りを再三嫌がり、出走を遅らせたため一定期間出走停止とゲート再試験が科せられている。
1996年古馬となってからは中距離戦線を転戦、後のGI馬サクラローレル・マーベラスサンデーら一線級牡馬にも引けをとらない走りをみせたが勝ち鞍を上げるには至らず、この年より古馬開放されたエリザベス女王杯15着を最後に戦列を離脱、翌1997年4月2日付けで現役引退となった。

### 繁殖入り後
引退後は社台ファームにて繁殖牝馬として繋養されていたが、2011年4月8日に死亡した。2012年のマーチステークスでサイレントメロディが優勝し、産駒初の重賞制覇を果たした。

## 競走成績
以下の内容は、netkeiba.comおよびJBISサーチに基づく。
| 年月日     | 競馬場 | 競走名           | 格   | 頭数 | 枠番 | 馬番 | オッズ （人気） | オッズ （人気） | 着順 | 騎手     | 斤量 （kg） | 距離（馬場）  | タイム （上り3F） | タイム 差 | 勝ち馬/（2着馬）       |
| ---------- | ------ | ---------------- | ---- | ---- | ---- | ---- | --------------- | --------------- | ---- | -------- | ----------- | ------------- | ----------------- | --------- | ---------------------- |
| 1994.11.06 | 東京   | 3歳新馬          |      | 13   | 7    | 10   | 02.0            | （1人）         | 02着 | 橋本広喜 | 53          | 芝1600m（良） | 1:36.1 (36.0)     | -0.5      | ツキノロマン           |
| 0000.11.19 | 東京   | 3歳新馬          |      | 12   | 6    | 7    | 01.5            | （1人）         | 01着 | 橋本広喜 | 53          | 芝1400m（良） | 1:23.4 (34.4)     | -0.4      | （ステージプリマ）     |
| 0000.12.03 | 中山   | 葉牡丹賞         | 500  | 14   | 6    | 9    | 02.2            | （1人）         | 02着 | 橋本広喜 | 53          | 芝2000m（良） | 2:02.8 (35.9)     | -0.1      | ヘイアンショウグン     |
| 0000.12.17 | 中山   | 4歳500万下       |      | 13   | 4    | 5    | 01.9            | （1人）         | 01着 | 岡部幸雄 | 55          | ダ1800m（良） | 1:55.9 (40.6)     | -0.1      | （マイネルノルデン）   |
| 1995.04.30 | 東京   | 4歳牝馬特別      | GII  | 16   | 8    | 16   | 05.8            | （3人）         | 01着 | 橋本広喜 | 54          | 芝2000m（稍） | 2:02.6 (35.7)     | -0.1      | （ジョージビューティ） |
| 0000.10.01 | 中山   | クイーンS        | GIII | 17   | 8    | 15   | 02.3            | （1人）         | 11着 | 橋本広喜 | 54          | 芝2000m（良） | 2:02.7 (38.4)     | -0.9      | サクラキャンドル       |
| 0000.10.22 | 京都   | ローズS          | GII  | 16   | 7    | 14   | 07.8            | （5人）         | 01着 | 橋本広喜 | 55          | 芝2000m（良） | 2:01.2 (34.1)     | -0.3      | （プライムステージ）   |
| 0000.11.12 | 京都   | エリザベス女王杯 | GI   | 18   | 8    | 18   | 05.8            | （3人）         | 07着 | 橋本広喜 | 55          | 芝2400m（良） | 2:27.8 (34.6)     | -0.6      | サクラキャンドル       |
| 1996.02.25 | 中山   | 中山牝馬S        | GIII | 15   | 4    | 6    | 04.0            | （1人）         | 04着 | 岡部幸雄 | 55.5        | 芝1800m（良） | 1:48.5 (34.8)     | -0.3      | プレイリークイーン     |
| 0000.03.10 | 中山   | 中山記念         | GII  | 15   | 6    | 10   | 10.6            | （5人）         | 03着 | 橋本広喜 | 54          | 芝1800m（良） | 1:47.6 (35.4)     | -0.4      | サクラローレル         |
| 0000.04.06 | 中山   | ダービー卿CT     | GIII | 16   | 2    | 4    | 06.4            | （3人）         | 02着 | 橋本広喜 | 55          | 芝1600m（良） | 1:33.4 (34.9)     | -0.0      | フジノマッケンオー     |
| 0000.05.12 | 新潟   | 新潟大賞典       | GIII | 14   | 5    | 8    | 02.0            | （1人）         | 08着 | 橋本広喜 | 55          | 芝2000m（重） | 2:02.5 (36.5)     | -0.4      | マイヨジョンヌ         |
| 0000.06.01 | 東京   | エプソムC        | GIII | 14   | 4    | 5    | 04.5            | （2人）         | 03着 | 橋本広喜 | 55          | 芝1800m（良） | 1:46.4 (35.1)     | -0.7      | マーベラスサンデー     |
| 0000.06.23 | 阪神   | マーメイドS      | GIII | 14   | 3    | 3    | 03.3            | （1人）         | 07着 | 橋本広喜 | 55          | 芝2000m（良） | 2:01.1 (35.9)     | -0.5      | シャイニンレーサー     |
| 0000.10.13 | 東京   | 府中牝馬S        | GIII | 14   | 7    | 11   | 05.1            | （2人）         | 04着 | 橋本広喜 | 55          | 芝1800m（良） | 1:46.4 (34.7)     | -0.4      | サクラキャンドル       |
| 0000.11.10 | 京都   | エリザベス女王杯 | GI   | 16   | 6    | 12   | 14.8            | （8人）         | 15着 | 橋本広喜 | 56          | 芝2200m（良） | 2:15.1 (34.3)     | -0.8      | ダンスパートナー       |

## 繁殖成績
初仔であるハッピーペインターの仔のハギノハイブリッドが2014年の京都新聞杯を優勝している。
|    | 生年 | 馬名                     | 性 | 毛色   | 父                   | 馬主                       | 厩舎                             | 戦績・用途             | 出典   |
| -- | ---- | ------------------------ | -- | ------ | -------------------- | -------------------------- | -------------------------------- | ---------------------- | ------ |
| 1  | 1998 | ハッピーペインター       | 牝 | 黒鹿毛 | トニービン           | 吉田照哉                   | 美浦・宗像義忠                   | 23戦2勝・繁殖牝馬      | [ 6 ]  |
| 2  | 1999 | ウルヴズグレン           | 牡 | 鹿毛   | ティンバーカントリー | （有）社台レースホース     | 美浦・小桧山悟                   | 51戦5勝                | [ 7 ]  |
| 3  | 2000 | サイレントハピネスの2000 | 牡 | 鹿毛   | エリシオ             | -                          | -                                | 不出走                 | [ 8 ]  |
| 4  | 2001 | パラダイスバード         | 牝 | 鹿毛   | エルコンドルパサー   | 吉田照哉                   | 栗東・石坂正                     | 17戦2勝・繁殖牝馬      | [ 9 ]  |
| 5  | 2002 | トゥルーハピネス         | 牡 | 鹿毛   | エルコンドルパサー   | （有）社台レースホース     | 美浦・坂本勝美                   | 不出走                 | [ 10 ] |
| 6  | 2003 | ジェネスサイレンス       | 牡 | 栗毛   | フレンチデピュティ   | 山口真吾                   | 北海道・柳沢好美 →船橋・岡林光浩 | 5戦2勝                 | [ 11 ] |
| 7  | 2005 | サイレントフォース       | 騸 | 黒鹿毛 | シンボリクリスエス   | （有）社台レースホース     | 美浦・藤沢和雄                   | 12戦3勝                | [ 12 ] |
| 8  | 2007 | サイレントメロディ       | 牡 | 青毛   | シンボリクリスエス   | （有）社台レースホース     | 美浦・国枝栄                     | 35戦7勝・2012年マーチS | [ 13 ] |
| 9  | 2009 | サイレントクロップ       | 牝 | 青鹿毛 | シンボリクリスエス   | （株）グリーンファーム     | 美浦・国枝栄                     | 29戦2勝・繁殖牝馬      | [ 14 ] |
| 10 | 2010 | ガッテンハピネス         | 牝 | 芦毛   | チチカステナンゴ     | 大島芳子 →本間充 →大島芳子 | 美浦・本間忍 →水沢・瀬戸幸一     | 10戦0勝                | [ 15 ] |

## 血統表
| サイレントハピネスの血統                                           | サイレントハピネスの血統              | サイレントハピネスの血統           | （血統表の出典）                   | （血統表の出典） |
| 父系                                                               | サンデーサイレンス系（ヘイロー系）    | サンデーサイレンス系（ヘイロー系） | サンデーサイレンス系（ヘイロー系） | [ § 2 ]          |
| 父 *サンデーサイレンス Sunday Silence 1986 青鹿毛 アメリカ         | 父の父Halo 1969 黒鹿毛 アメリカ       | Hail to Reason 1958                | Turn-to                            | Turn-to          |
| 父 *サンデーサイレンス Sunday Silence 1986 青鹿毛 アメリカ         | 父の父Halo 1969 黒鹿毛 アメリカ       | Hail to Reason 1958                | Nothirdchance                      |                  |
| 父 *サンデーサイレンス Sunday Silence 1986 青鹿毛 アメリカ         | 父の父Halo 1969 黒鹿毛 アメリカ       | Cosmah 1953                        | Cosmic Bomb                        | Cosmic Bomb      |
| 父 *サンデーサイレンス Sunday Silence 1986 青鹿毛 アメリカ         | 父の父Halo 1969 黒鹿毛 アメリカ       | Cosmah 1953                        | Almahmoud                          |                  |
| 父 *サンデーサイレンス Sunday Silence 1986 青鹿毛 アメリカ         | 父の母Wishing Well 1975 鹿毛 アメリカ | Understanding 1963                 | Promised Land                      | Promised Land    |
| 父 *サンデーサイレンス Sunday Silence 1986 青鹿毛 アメリカ         | 父の母Wishing Well 1975 鹿毛 アメリカ | Understanding 1963                 | Pretty Ways                        |                  |
| 父 *サンデーサイレンス Sunday Silence 1986 青鹿毛 アメリカ         | 父の母Wishing Well 1975 鹿毛 アメリカ | Mountain Flower 1964               | Montparnasse                       | Montparnasse     |
| 父 *サンデーサイレンス Sunday Silence 1986 青鹿毛 アメリカ         | 父の母Wishing Well 1975 鹿毛 アメリカ | Mountain Flower 1964               | Edelweiss                          |                  |
| 母 *レガシーオブストレングス Legacy of Strength 1982 栗毛 アメリカ | 母の父Affirmed 1975 鹿毛 アメリカ     | Exclusive Native 1965              | Raise a Native                     | Raise a Native   |
| 母 *レガシーオブストレングス Legacy of Strength 1982 栗毛 アメリカ | 母の父Affirmed 1975 鹿毛 アメリカ     | Exclusive Native 1965              | Exclusive                          |                  |
| 母 *レガシーオブストレングス Legacy of Strength 1982 栗毛 アメリカ | 母の父Affirmed 1975 鹿毛 アメリカ     | Won't Tell You 1962                | Crafty Admiral                     | Crafty Admiral   |
| 母 *レガシーオブストレングス Legacy of Strength 1982 栗毛 アメリカ | 母の父Affirmed 1975 鹿毛 アメリカ     | Won't Tell You 1962                | Scarlet Ribbon                     |                  |
| 母 *レガシーオブストレングス Legacy of Strength 1982 栗毛 アメリカ | 母の母Katonka 1972 鹿毛 アメリカ      | Minnesota Mac 1964                 | Rough'n Tumble                     | Rough'n Tumble   |
| 母 *レガシーオブストレングス Legacy of Strength 1982 栗毛 アメリカ | 母の母Katonka 1972 鹿毛 アメリカ      | Minnesota Mac 1964                 | Cow Girl                           |                  |
| 母 *レガシーオブストレングス Legacy of Strength 1982 栗毛 アメリカ | 母の母Katonka 1972 鹿毛 アメリカ      | Minnetonka 1967                    | Chieftain                          | Chieftain        |
| 母 *レガシーオブストレングス Legacy of Strength 1982 栗毛 アメリカ | 母の母Katonka 1972 鹿毛 アメリカ      | Minnetonka 1967                    | Heliolight                         |                  |
| 母系(F-No.)                                                        | (FN:9-c)                              | (FN:9-c)                           | (FN:9-c)                           | [ § 3 ]          |
| 5代内の近親交配                                                    | 5代内アウトブリード                   | 5代内アウトブリード                | 5代内アウトブリード                | [ § 4 ]          |
| 出典                                                               | 1. 2. 3. 4.                           | 1. 2. 3. 4.                        | 1. 2. 3. 4.                        | 1. 2. 3. 4.      |

- 半弟アーバニティはオーシャンステークスの勝ち馬、半妹リトミックダンスの仔にフォーエバーマーク（キーンランドカップ）、半妹ベルモットの仔にレッドファルクス（スプリンターズステークス2勝）がいる[16]。